# NANA MIZUKI "LIVE ATTRACTION" THE DVD
『NANA MIZUKI "LIVE ATTRACTION" THE DVD』（ナナ・ミズキ・ライブ・アトラクション・ザ・ディブイディ）は、水樹奈々の1作目となるライブ映像作品。 2003年3月26日にキングレコードから発売された。

## 概要
2002年に開催された初のライブツアー『NANA MIZUKI LIVE ATTRACTION 2002』より、2002年11月30日に東京国際フォーラム ホールCにて行われた公演に加え、初日にON AIR OSAKAとCLUB DIAMOND HALL、翌年行われたZepp Tokyoでの最終公演の模様がダイジェストで収録されている。曲の合間には、メイキング映像と水樹本人のインタビューが収録されている。なお初回盤は、メタリックジャケット仕様となっている。

## 演奏会場
- 東京国際フォーラム ホールC（2002年11月30日）

## 収録内容
1. THEME OF MAGIC ATTRACTION
2. through the night
3. climb up
4. STAND
5. deep sea
6. フリースタイル
7. オルゴールとピアノと～NANA色のように～ジュリエット(medley)
メドレーとなっているが、実際はダイジェスト形式。
8. PROTECTION
9. 二人のMemory
10. suddenly 〜巡り合えて〜
11. POWER GATE
12. あの日夢見た願い
13. TRANSMIGRATION
14. POWER GATE(acappella)